# مایکل دامت
مایکل دامت (۲۸ ژوئن ۱۹۲۵–۲۷ دسامبر ۲۰۱۱) فیلسوف تحلیلی بریتانیایی بود.

## زندگی
وی یکی از اعضای بنیان‌گذار کمیته ادغام نژادی آکسفورد در سال ۱۹۶۵ بود. مشغولیت‌های فلسفی اصلی دامت منطق، زبان و ریاضیات بود. وی در مورد نوشته‌های ریاضی‌دان آلمانی قرن نوزدهم، گوتلوب فرگه، مرجع محسوب می‌شد. فرگه تلاش می‌کرد ثابت کند که منطق صوری می‌تواند بر تمام حقایق ریاضی حاکم باشد.
دامت به‌ویژه برای کار روی حقیقت و معنا و استلزامات آنها برای مباحثه میان رئالیزم (واقع‌گرایی) و آنتی‌رئالیزم (ضدواقع‌گرایی) – اصطلاحی که وی در موردش به‌طور گسترده نوشت و به توضیح و معرفی آن کمک کرد - شناخته شده‌است. دامت همچنین مرد خانواده بود و در زمینهٔ کارت‌های تاروت هم مرجع به‌حساب می‌آمد. همسر او، آن، در بسیاری از پروژه‌های تألیفی با او همکاری کرد.
دامت در سال ۱۹۴۳ برای تحصیل تاریخ در آکسفورد بورسیه شد اما در همان سال برای خدمت سربازی فراخوانده شد و برای خدمت به ادینبورگ رفت. در آنجا به تحصیل برای کشیش شدن در دانشگاه ادینبورگ پرداخت و در سال ۱۹۴۴ وارد کلیسا شد. وی در طول عمرش کاتولیکی مؤمن باقی ماند و در مورد بسیاری از مشکلات کلیسای کاتولیک در مجلاّت دینی مطالبی نوشت.
وی سپس به هند و مالایا اعزام شد و سپس به آکسفورد بازگشت تا فلسفه، علوم سیاسی و اقتصادی بخواند. دامت باقی عمرش را در آکسفورد سپری نمود و در سال ۱۹۷۹ به مقام استادی منطق رسید و تا سال ۱۹۹۲ که بازنشسته شد، آن را حفظ نمود. وی به‌سرعت شهرتی جهانی کسب کرد و مقام استاد مهمان را در دانشگاه‌های استنفورد، مینه‌سوتا، پرینستون و نیز پست سخنران ویلیام جیمز را در دانشگاه هاروارد به‌دست‌آورد.
دامت اولین کتابش تحت عنوان فرگه و فلسفهٔ زبان را در سن ۵۰ سالگی منتشر نمود و برای تحقیقاتش مورد تحسین همکاران خود قرار گرفت.
علاقهٔ وی به مسائل بشردوستانه موجب شد در سال ۱۹۵۸ همراه با همسرش مؤسّسهٔ روابط نژادی را تأسیس نمایند. آنها در دههٔ شصت برای جلوگیری از اخراج مهاجران آسیایی و هندی فعّالیّت زیادی نمودند و حتّی یک بار نیز توسط پلیس دستگیر شدند ولی سرانجام تبرئه گشتند. وی به داستان‌های علمی-تخیّلی و موسیقی جاز هم علاقه داشت و همچنین برای حفظ زبان انگلیسی از هیچ تلاشی فروگذار نمی‌کرد.
دامت در سال ۱۹۹۲ بازنشسته شد و در سال ۱۹۹۹ برای «خدماتش به فلسفه و عدالت نژادی» مقام سر (شوالیه) را دریافت نمود. وی در سال ۱۹۹۴ جایزه لاکاتوش در فلسفهٔ علم را نیز دریافت نمود.
دکتر محمد اردشیر از کسانی است که در ایران بسیار تحت تأثیر مایکل دامت است و سعی در بسط آراء شهودگرایانهٔ او داشته‌است.

## آثار
- خاستگاه‌های فلسفه تحلیلی، مایکل ا. ای دامت، عبدالله نیک‌سیرت (مترجم)، ناشر: حکمت، ۱۳۹۲

- On analytical philosophy and logic:
  - Frege: Philosophy of Language (انتشارات دانشگاه هاروارد، 1973/1981)
  - The Interpretation of Frege's Philosophy, Duckworth, 1981; انتشارات دانشگاه هاروارد
  - Elements of Intuitionism (Oxford, 1977, 2000)
  - Truth and Other Enigmas (انتشارات دانشگاه هاروارد، 1978)
  - Frege: Philosophy of Mathematics (انتشارات دانشگاه هاروارد، 1991)
  - The Logical Basis of Metaphysics (انتشارات دانشگاه هاروارد، 1991)
  - Origins of Analytical Philosophy (انتشارات دانشگاه هاروارد، 1993)
  - The Seas of Language (Oxford, 1993)
  - Frege and Other Philosophers (Oxford, 1991)
  - Truth and the Past (Oxford, 2005)
  - Thought and Reality (Oxford, 2006)
- On voting theory and election systems:
  - Voting Procedures (Oxford, 1984)
  - Principles of Electoral Reform (New York, 1997) ISBN 0-19-829246-5
  - Robin Farquharson and Michael Dummett (1961). "Stability in Voting". Econometrica. 29 (1): 33–43. doi:10.2307/1907685. JSTOR ۱۹۰۷۶۸۵. {{cite journal}}: Unknown parameter |month= ignored (help)
  - Dummett, Michael (2005). "The work and life of Robin Farquharson". Social Choice and Welfare. 25 (2): ۴۷۵–۸۳. doi:10.1007/s00355-005-0014-x.
  - Rudolf Farra and Maurice Salles (2006). "An Interview with Michael Dummett: From analytical philosophy to voting analysis and beyond". Social Choice and Welfare. 27 (2). {{cite journal}}: Unknown parameter |month= ignored (help)
- On politics:
  - On Immigration and Refugees (London, 2001)
- Tarot works:
  - The Game of Tarot: from Ferrara to Salt Lake City (Duckworth, 1980);
  - Twelve Tarot Games (Duckworth, 1980);
  - The Visconti-Sforza Tarot Cards (G. Braziller, 1986);
  - Il mondo e l'angelo: i tarocchi e la loro storia (Bibliopolis, 1993)
  - I tarocchi siciliani (La Zisa, 1995);
  - A Wicked Pack of Cards: The Origins of the Occult Tarot (with Ronald Decker and Thierry Depaulis, St. Martin's Press, 1996);
  - A History of the Occult Tarot, 1870-1970 (with Ronald Decker, Duckworth, 2002);
  - A History of Games Played with the Tarot Pack (with John McLeod, E. Mellen Press, 2004).

Notable articles and exhibition catalogs include "Tarot Triumphant: Tracing the Tarot" in FMR, (Franco Maria Ricci International), January/February 1985; Pattern Sheets published by the International Playing Card Society; with Giordano Berti and Andrea Vitali, the catalogue Tarocchi: Gioco e magia alla Corte degli Estensi (Bologna, Nuova Alfa Editorale, 1987).
- On the written word:
  - Grammar and Style (Duckworth, 1993)